# Тыкке, Владимир Александрович
Влади́мир Алекса́ндрович Ты́кке (26 октября 1943, Ленинград — 16 апреля 2018, Санкт-Петербург) — советский и российский актёр, режиссёр и театральный педагог, главный режиссёр петербургского театра «Балтийский дом». Заслуженный артист РСФСР (1987).

## Биография
Владимир Тыкке родился 26 октября 1943 года в блокадном Ленинграде.

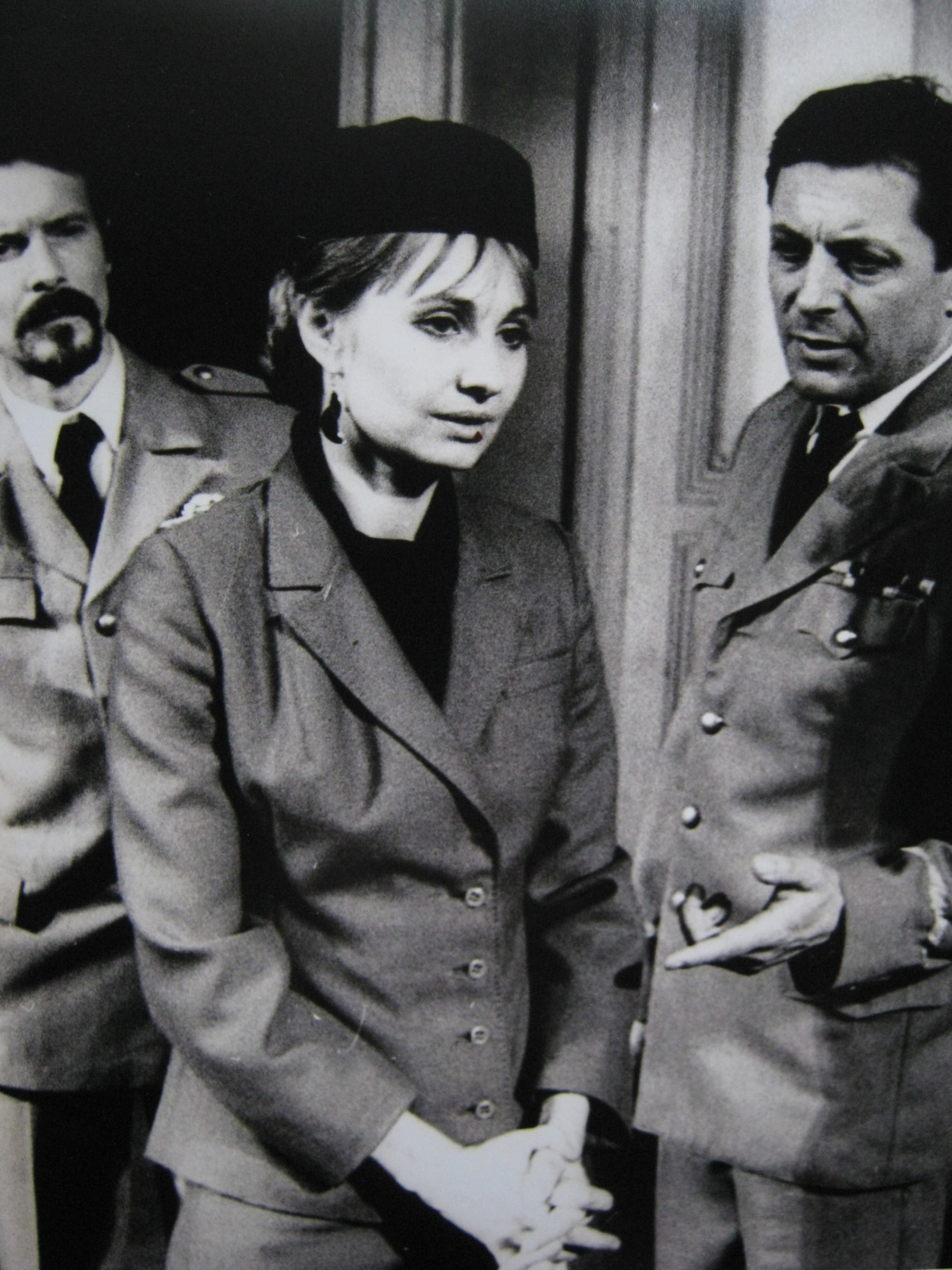
Сцена из спектакля «Процесс» Ленинградского театра им. Ленинского комсомола. В роли Реднитца Юрий Затравкин, в роли Ирен Гофман Лариса Луппиан, в роли Лоусона Владимир Тыкке. 1987

Занимался в Театре юношеского творчества (ТЮТ) при Ленинградском дворце пионеров под руководством Матвея Дубровина с момента создания ТЮТа в 1956 году.
В 1965 году окончил актёрский (мастерская Бориса Зона), а в 1985 году — режиссёрский (мастерская Давида Карасика) факультеты Ленинградского государственного института театра, музыки и кинематографии. Также был студентом режиссёрской лаборатории Георгия Товстоногова.
Последние годы занимал должность главного режиссёра театра «Балтийский дом». Ранее был также художественным руководителем этого театра.
С 1998 года являлся профессором Санкт-Петербургского государственного института культуры, где заведовал кафедрой режиссуры и мастерства актёра и выпустил свой актёрский курс в 2015 году.
Вместе с тем с 2015 года был художественным руководителем направления «Театральное искусство» в Международной академии музыки Елены Образцовой.
Скончался 16 апреля 2018 года после тяжёлой и продолжительной болезни. Похоронен на Смоленском кладбище в Санкт-Петербурге.

## Признание и награды
- Доцент — учёное звание присвоено 20 июня 2005 года
- Заслуженный артист РСФСР (1987)
- Медаль ордена «За заслуги перед Отечеством» II степени (5 ноября 2004 года) — за многолетнюю плодотворную деятельность в области культуры и искусства[2]
- Благодарность Законодательного Собрания Санкт-Петербурга (21 сентября 2005 года) — за существенный личный вклад в развитие культуры и искусства в Санкт-Петербурге и в связи с 15-летием международного театрального фестиваля «Балтийский дом»[3].
- Почётный диплом Законодательного Собрания Санкт-Петербурга (22 сентября 2010 года) — за выдающийся вклад в развитие культуры и искусства в Санкт-Петербурге и в связи с 20-летием международного театрального фестиваля «Балтийский дом»[4].

## Фильмография
1. 1963 — День счастья — жених Риты
2. 1965 — Понедельник начинается в субботу — Витька Корнеев
3. 1965 — Как вас теперь называть? — Зотов
4. 1966 — Дикий мёд — Петриченко
5. 1968 — Кориолан (фильм-спектакль)
6. 1968 — Крах — Володичев
7. 1969 — Баллада о Сирано — Кристиан
8. 1971 — Цена быстрых секунд
9. 1972 — Карпухин — эпизод, в титрах В. Тикке
10. 1978 — Комиссия по расследованию — Евгений, помощник председателя комиссии
11. 1978 — Право первой подписи
12. 1979 — Выстрел в спину — эпизод
13. 1992 — Томас Бекет — Людовик VII
14. 1998 — Улицы разбитых фонарей — 1
  1. серия 7. «Страховочный вариант» — бандит
15. 2000 — Улицы разбитых фонарей — 3
  1. серия 6. «Добрая память» — Розин
16. 2004 — Мангуст—2
  1. серия 9. «Осколок» — Горин
17. 2004 — Тайны следствия — 4
  1. фильм 5. «Поедем, красотка, кататься» — ректор университета
18. 2010 — Робинзон — эпизод
19. 2011 — Улицы разбитых фонарей — 1
  1. серия «Красный стрелок» — Старков
20. 2015 — Профиль убийцы — 2 — Марио Висконти

## Радиоспектакли
- Год неизвестен — «Корова» А. Платонов[5].